# John S. Plaskett
John Stanley Plaskett (ur. 17 listopada 1865 w Hickson, prowincja Ontario, zm. 17 października 1941 w Esquimalt, Kolumbia Brytyjska) – kanadyjski astronom, doświadczony konstruktor instrumentów astronomicznych, przeprowadził rozległe obserwacje spektroskopowe.

## Życiorys
Urodził się 17 listopada 1865 na farmie w Hickson w pobliżu miasta Woodstock. Jako szesnastolatek podjął, po śmierci ojca, pracę na rodzinnej farmie. Potem pracował jako mechanik i w takim charakterze został zatrudniony na Wydziale Fizyki University of Toronto. Podjął tam studia, które ukończył w 1899 roku. Do 1903 roku pracował na tej uczelni, prowadząc badania nad fotografią kolorową. Potem zatrudnił się w nowo powstałym Dominion Observatory w Ottawie. W 1913 przekonał rząd kanadyjski do sfinansowania budowy 183-centymetrowego reflektora. Instrument ten został w 1918 roku umieszczony w nowo wybudowanym Dominion Astrophysical Observatory w Saanich w pobliżu Victorii, którego pierwszym dyrektorem w 1917 został właśnie Plaskett. Tego teleskopu używał do badania gwiazd podwójnych oraz rozkładu wapnia w przestrzeni międzygwiazdowej. Prowadził pomiary prędkości radialnych. W 1922 roku zbadał bardzo masywny układ podwójny gwiazd (Gwiazda Plasketta), a w 1930 wyznaczył odległość i kierunek do centrum grawitacji Drogi Mlecznej oraz model rotacji wokół środka Galaktyki. Zmarł 17 października 1941 w swoim domu w Esquimalt w pobliżu Victorii.
Jego syn Harry Hemley Plaskett także został astronomem.

## Wyróżnienia i nagrody
- Złoty Medal Królewskiego Towarzystwa Astronomicznego (1930)
- Rumford Prize (1930)
- Bruce Medal (1932)
- Medal Henry’ego Drapera (1934)

Jego imieniem nazwano krater Plaskett na Księżycu oraz Gwiazdę Plasketta. Planetoida (2905) Plaskett został nazwana na cześć jego oraz jego syna Harry’ego Plasketta.